# Comitetul executiv al Găgăuziei
Comitetul executiv al Găgăuziei (în găgăuză Gagauz Yerin Bakannık Komiteti; în rusă Исполнительный комитет Гагаузии) este organul executiv al UTA Găgăuzia.

## Lista membrilor Comitetului Executiv al Găgăuziei
- Irina Vlah – președinte al Comitetului Executiv al Găgăuziei
- Vadim Ceban – prim-vicepreședinte al Comitetului Executiv al Găgăuziei
- Olesia Tanasoglo – vicepreședinte al Comitetului Executiv al Găgăuziei
- Maria Bordeniuc – șef al Departamentului Dezvoltării Economică
- Anna Niagova – șef al Departamentului Administrativ și șeful Comitetului Executiv al Găgăuziei
- Igor Guseinov – șef al Departamentului de Finanțe
- Natalia Komarova – șef al administrației fiscale și de control
- Sofia Torlac – șef al Departamentului de Educație
- Vladimir Panfilov – șef al Departamentului construcțiilor și infrastructurii
- Vitalii Vlah – șef al Departamentului Relațiilor Externe
- Serghei Babii – șef al Departamentului de CAI
- Alexei Zlatovcen – sef al Departamentului de Sanatate si Asistența Socială
- Maxim Bolgar – șef al Departamentului Tineretului și Sportului
- Vasilisa Petrovici – șef al Departamentului de Cultură și Turism
- Victor Topal – șef al Serviciului de Informații și Securitate
- Serghei Suhodol – șef al Departamentului Afacerilor Interne
- Ivan Croitor – șef al Departamentului de Justiție
- Piotr Pashalî – director al SIC ei. Marunevici
- Vladimir Garcev – președinte al raionului Comrat
- Valentin Kara – președinte raionului Ciadîr-Lunga
- Fiodor Terzi – președinte al raionului Vulcănești